# Echte kopergroenzwam
De echte kopergroenzwam (Stropharia aeruginosa) is een eetbare paddenstoel. Van april tot en met november is de vrij algemeen voorkomende saprotrofe soort te vinden op strooisel in loof- en naaldbossen en in tuinen. Hij staat alleen of in groepjes.
De paddenstoel werd door de Franse mycoloog Lucien Quélet benoemd en beschreven. Synoniemen voor de zwam zijn Pratella aeruginosa en Agaricus aeruginosus (basioniem).

## Beschrijving
Hoed
Het jonge vruchtlichaam bezit een donkerblauwe kegel- tot klokvormige hoed met ingerolde rand; later wordt de hoed vlakker en licht okergeel van kleur. De hoed wordt 3 tot 6 cm breed.
Lamellen
De lamellen staan dicht opeen en hebben een grijswitte kleur, die naarmate de zwam ouder wordt donker purpergrijs wordt, met een wit-vlokkige rand. De lamelsnede is heeft een wit glinsterend randje, waarmee het te onderscheiden is van de valse kopergroenzwam.
Steel
De steel van de kopergroenzwam is slank en vaak iets gebogen, met een geribde en bovenop door de sporen purperzwart gekleurde ring waaronder veel witte schubjes. Hierdoor kan men hem onderscheiden van de valse kopergroenzwam die slechts één ringzone heeft.
Geur
De geur is onopvallend.

## Verspreiding
Deze soort komt voor in Europa, Azië (Iran) en delen van Noord-Amerika. In Europa strekt zijn verspreidingsgebied zich uit van de Middellandse Zee tot Scandinavië, de Hebriden en IJsland, maar ook van Groot-Brittannië en Frankrijk tot de Baltische staten en Rusland.

## Foto's

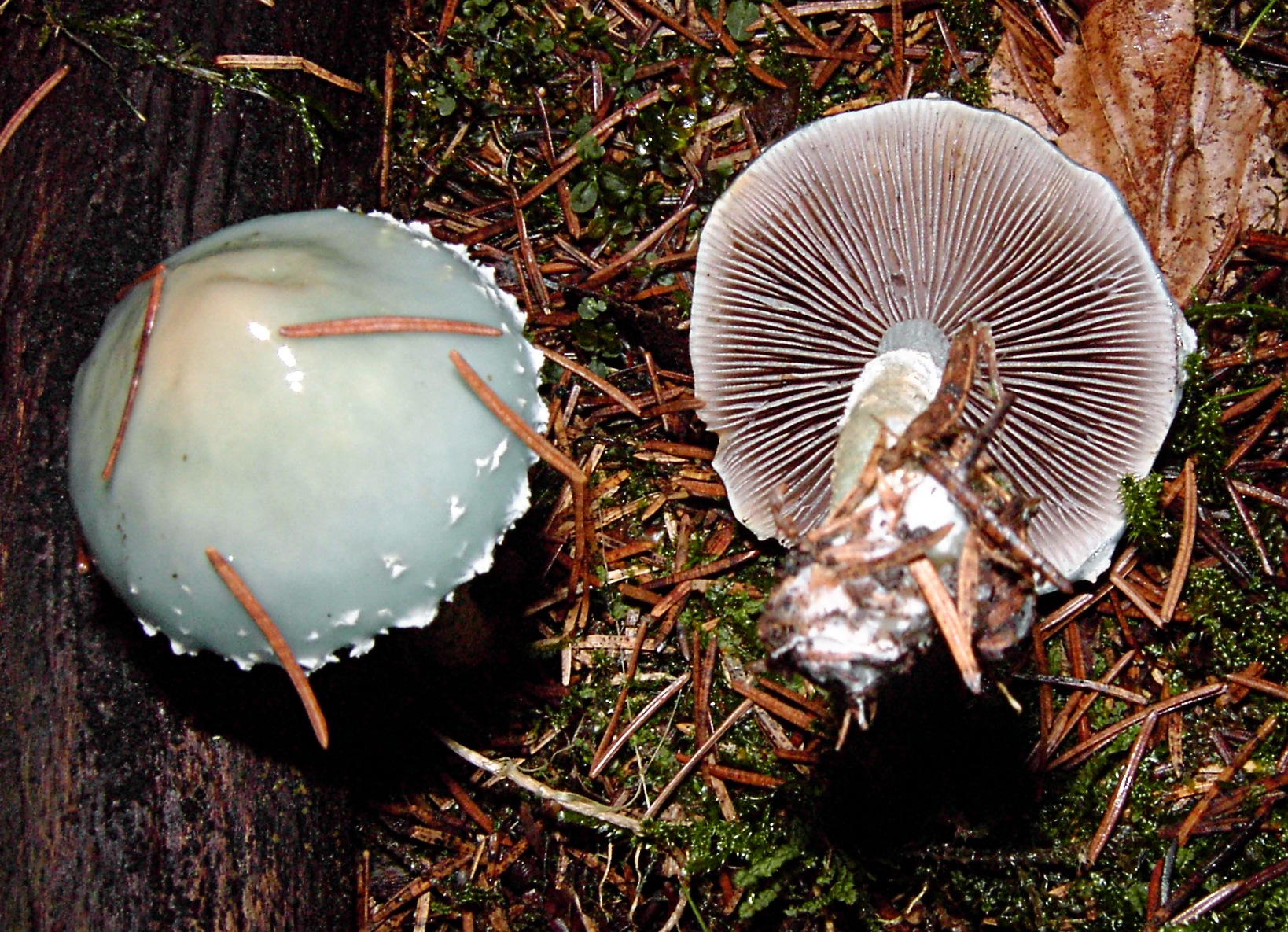